# 飯田昂大
もしかして
- 飯田昴大

ではありませんか？